# Perognathus longimembris
Perognathus longimembris là một loài động vật có vú trong họ Chuột kangaroo, bộ Gặm nhấm. Loài này được Coues mô tả năm 1875.